# 桐生ガス
桐生ガス株式会社（きりゅうガス）は、群馬県桐生市に本社を置く、一般ガス事業者である。

## 概要
1925年（大正14年）10月に創業し、ナフサガスを1974年（昭和49年）8月まで供給。その後天然ガスに切り替えた。また、この会社のガスタンクは大きい方は織姫の絵が描かれており、小さいほうはサッカーボールが描かれている。

## 所在地
- 本社：桐生市仲町3丁目6番32号
  - 本社屋上にはFM桐生の送信所が置かれている。詳細は、下記に記述する。
- 相生支店：桐生市相生町5丁目458番地
- ガスプラザ：桐生市本町5丁目365番1号
  - ガスプラザ3FにFM桐生の演奏所がある。

## 営業区域
- 桐生市
- みどり市
- 太田市の一部

## 放送送信施設
| 放送局名 | コールサイン /呼出名称      | 周波数  | 空中線電力 | ERP | 放送対象地域 | 放送区域内世帯数                                   | 開局日                   |
| FM桐生   | JOZZ3BN-FM きりゅうエフエム | 77.7MHz | 20W        | 31W | -            | 2万7685世帯 桐生市全世帯4万6647世帯の59.4%をカバー | 2007年（平成19年）7月1日 |

## 沿革

### ガス事業
- 1925年（大正14年）10月14日 創立。
- 1961年（昭和36年）ナフサガス配給開始。
- 1974年（昭和49年）天然ガスに転換。

### FM桐生
- 2007年（平成19年）4月16日 予備免許交付。
- 2007年（平成19年）6月25日 本免許交付。
- 2007年（平成19年）7月1日 本放送開始。